# مولدووای غربی
مولدووای غربی (رومانیایی: Moldova) که مولداوی غربی و مولدووای رومانی نیز نامیده می‌شود، بخش اصلی تاریخی و جغرافیایی شاهزاده‌نشین پیشین مولدووا است که در شرق و شمال شرق رومانی قرار دارد. شاهزاده‌نشین مولدووا تا زمان اتحادش با والاچیا در سال ۱۸۵۹، در دوره‌های مختلف تاریخ خود شامل بخش‌هایی از بیسارابیا، تمامی بوکوفینا و منطقه هرتسا بوده‌است. بخش بزرگ‌تری از این شاهزاده‌نشین پیشین، امروزه کشور مستقل مولداوی است، در حالی که بقیه آن، بخش شمالی بوکووینا، و هرتسا سرزمین‌های اوکراین را تشکیل می‌دهند.

## جمعیت
پرجمعیت‌ترین شهرها بر پایه سرشماری ۲۰۱۱ (مناطق کلان‌شهری در ۲۰۱۴):
- یاش - ۲۹۰٬۴۲۲ (۴۶۵٬۴۷۷ در منطقه کلان‌شهری)
- گالاتسی - ۲۴۹٬۴۳۲ (۳۲۳٬۵۶۳)
- باکائو - ۱۴۴٬۳۰۷ (۲۲۳٬۲۳۹)
- بوتوشن - ۱۰۶٬۸۴۷ (۱۴۴٬۶۱۷)
- سوچه‌آوا - ۹۲٬۱۲۱ (۱۴۴٬۱۰۰)
- پیاترا نئم - ۸۵٬۰۵۵ (۱۳۱٬۳۳۴)
- فوکشان - ۷۹٬۳۱۵ (۱۲۵٬۶۹۹)
- برله - ۵۵٬۸۳۷ (۹۱٬۱۵۱)
- واسلویی - ۵۵٬۴۰۷
- رومان - ۵۰٬۷۱۳ (۹۸٬۳۷۸)

## نگارخانه

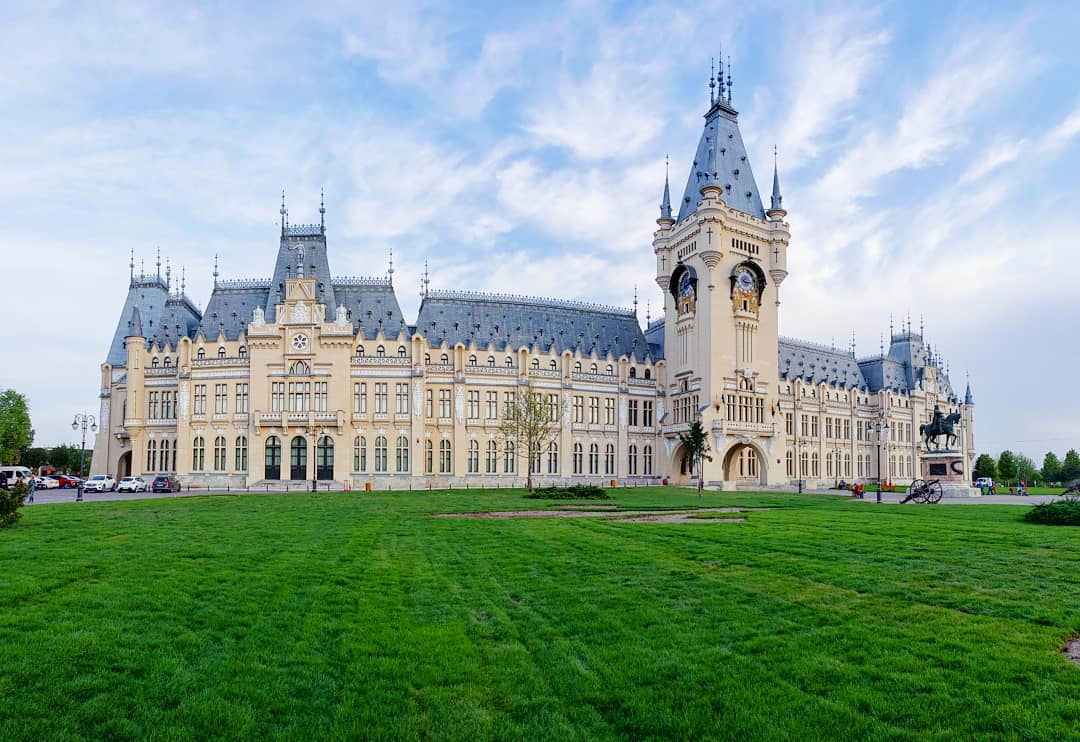
یاش
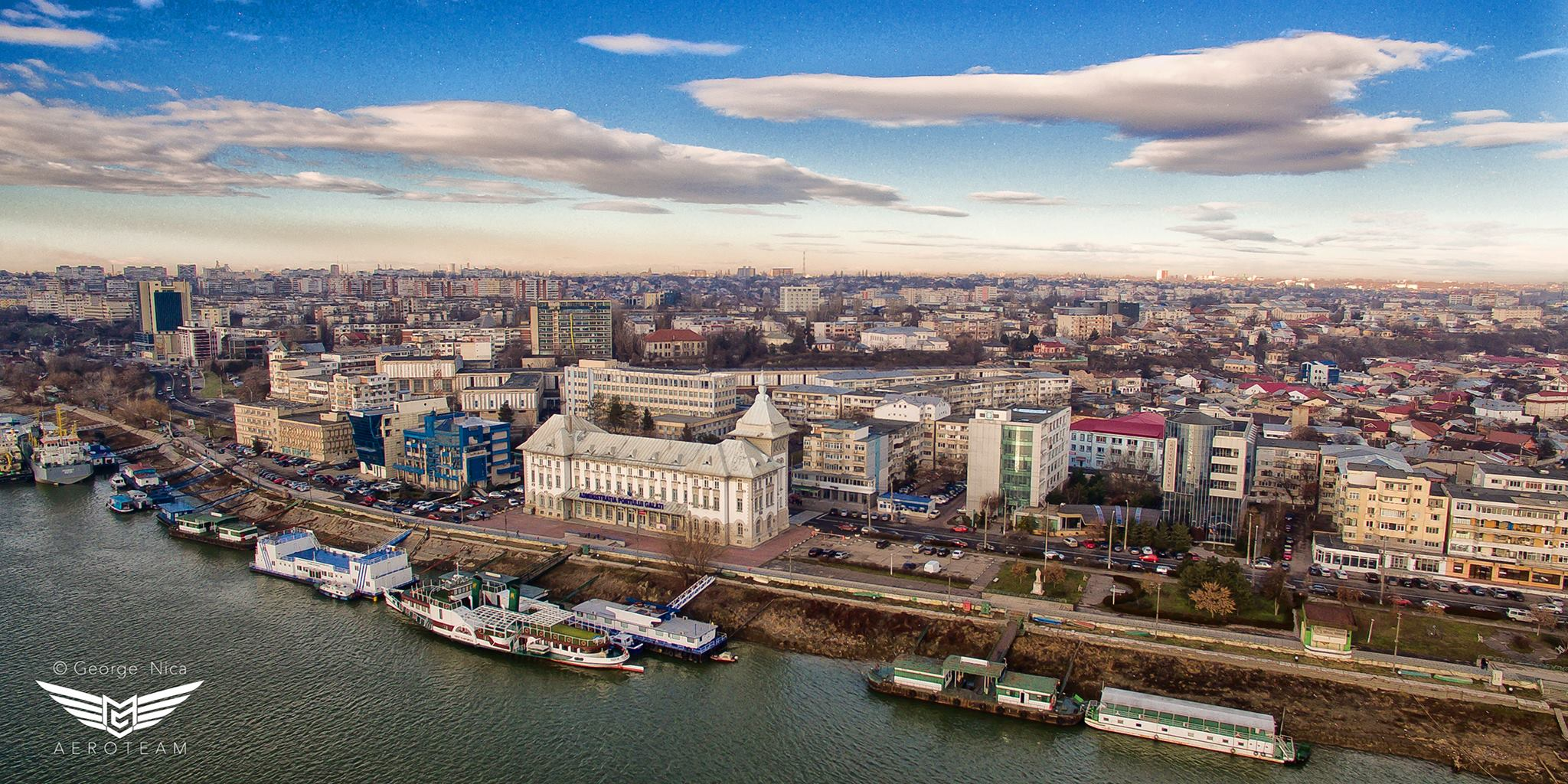
گالاتسی (رومانی)
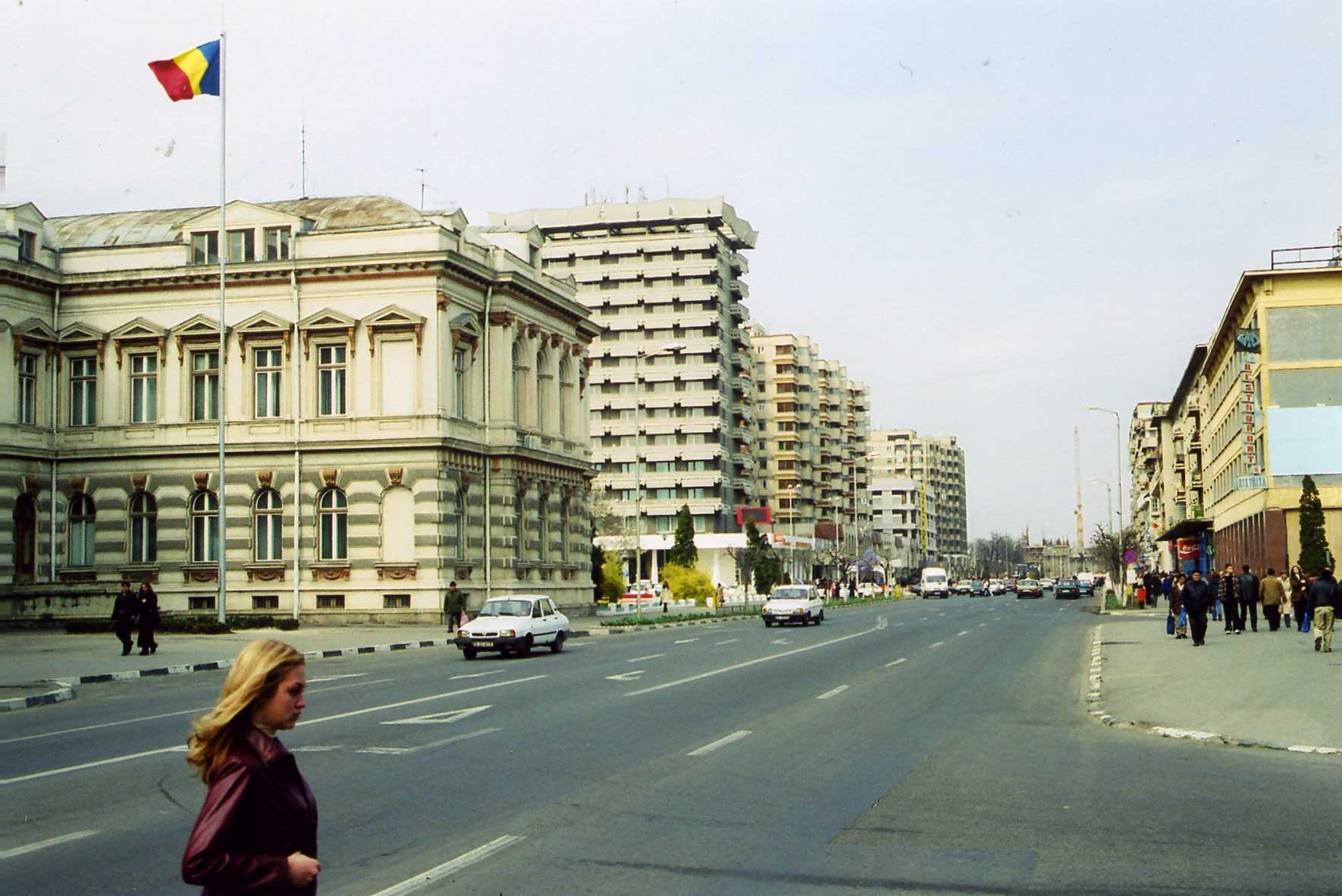
باکائو
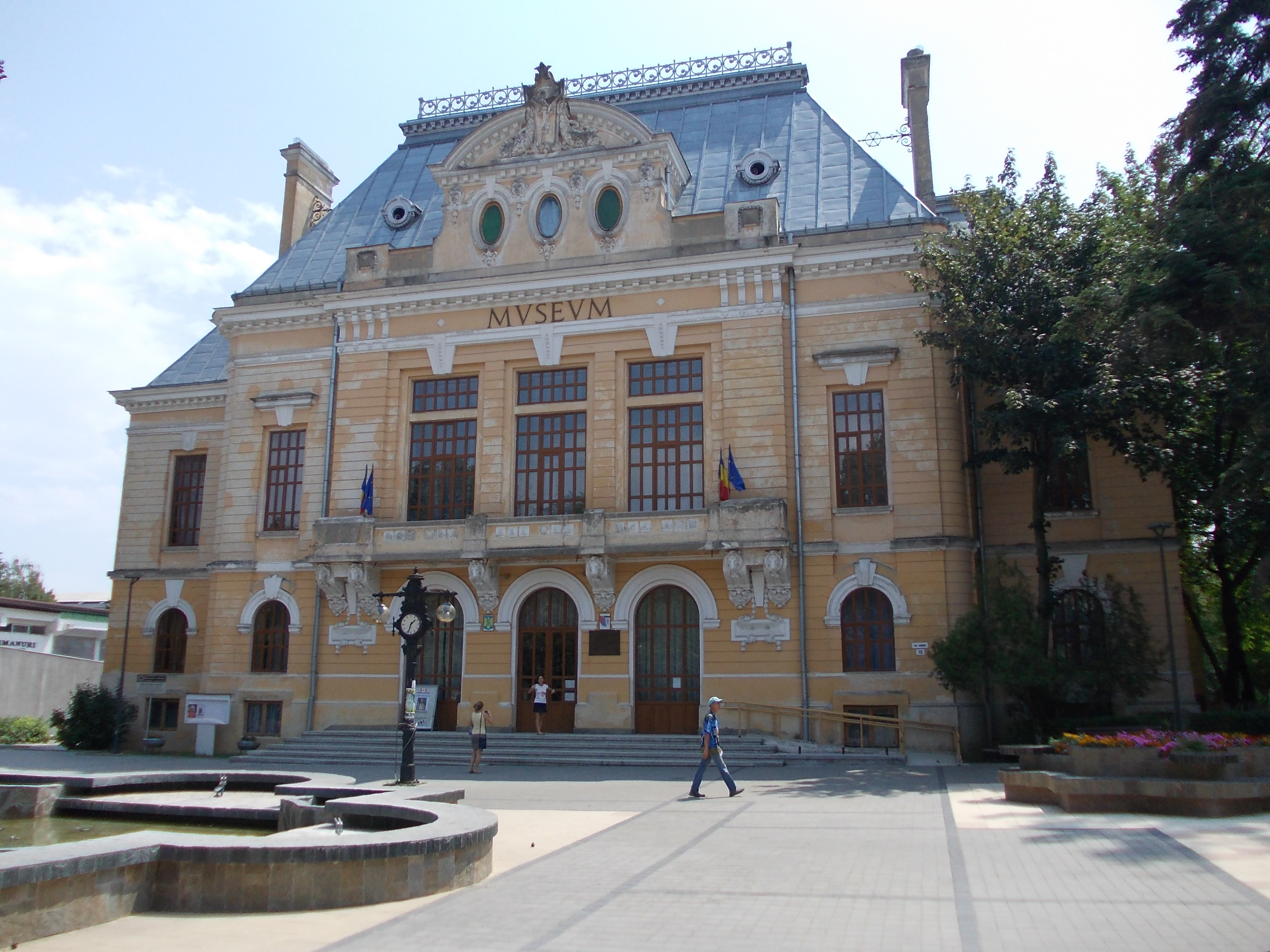
بوتوشن
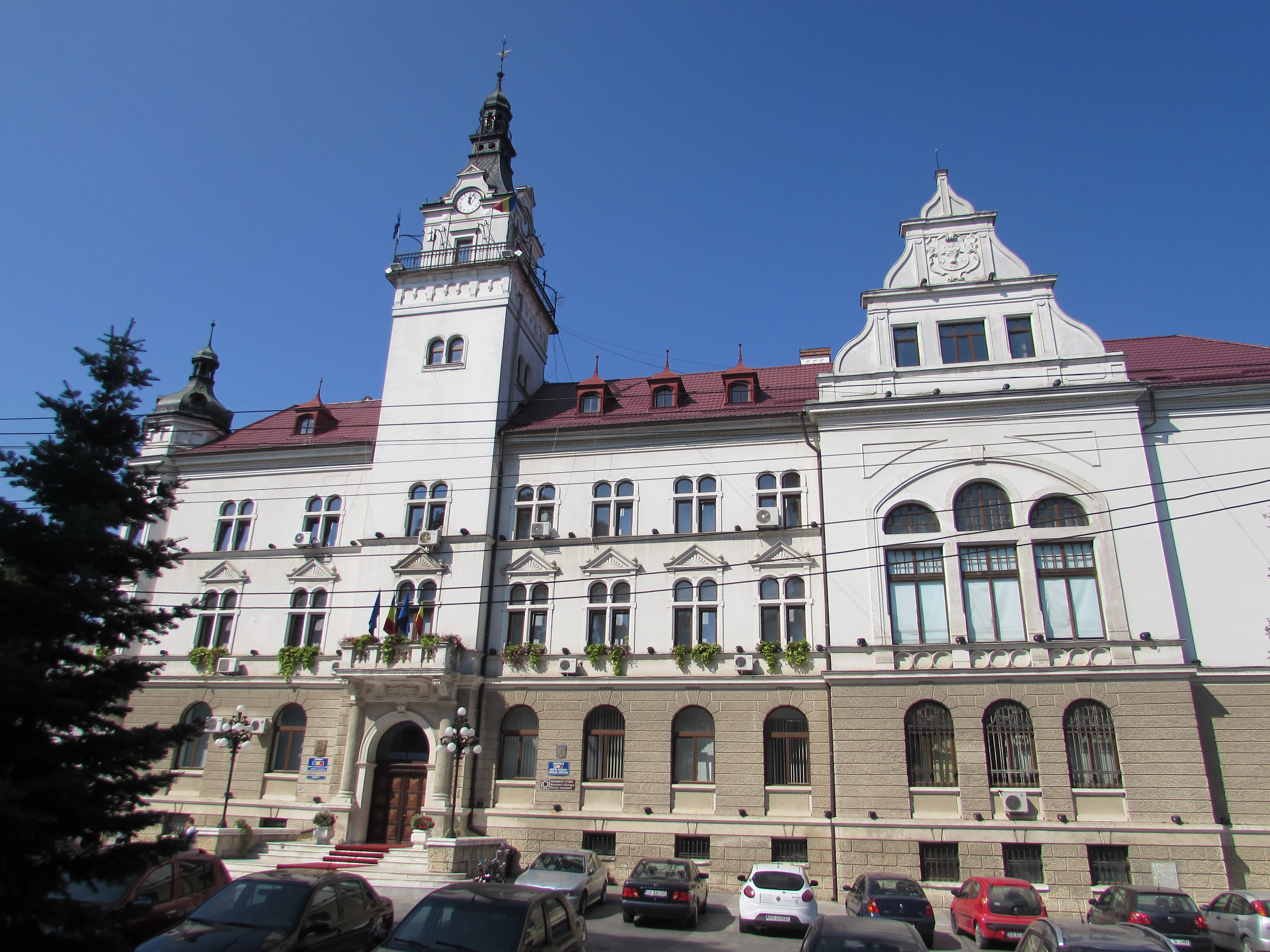
سوچه‌آوا
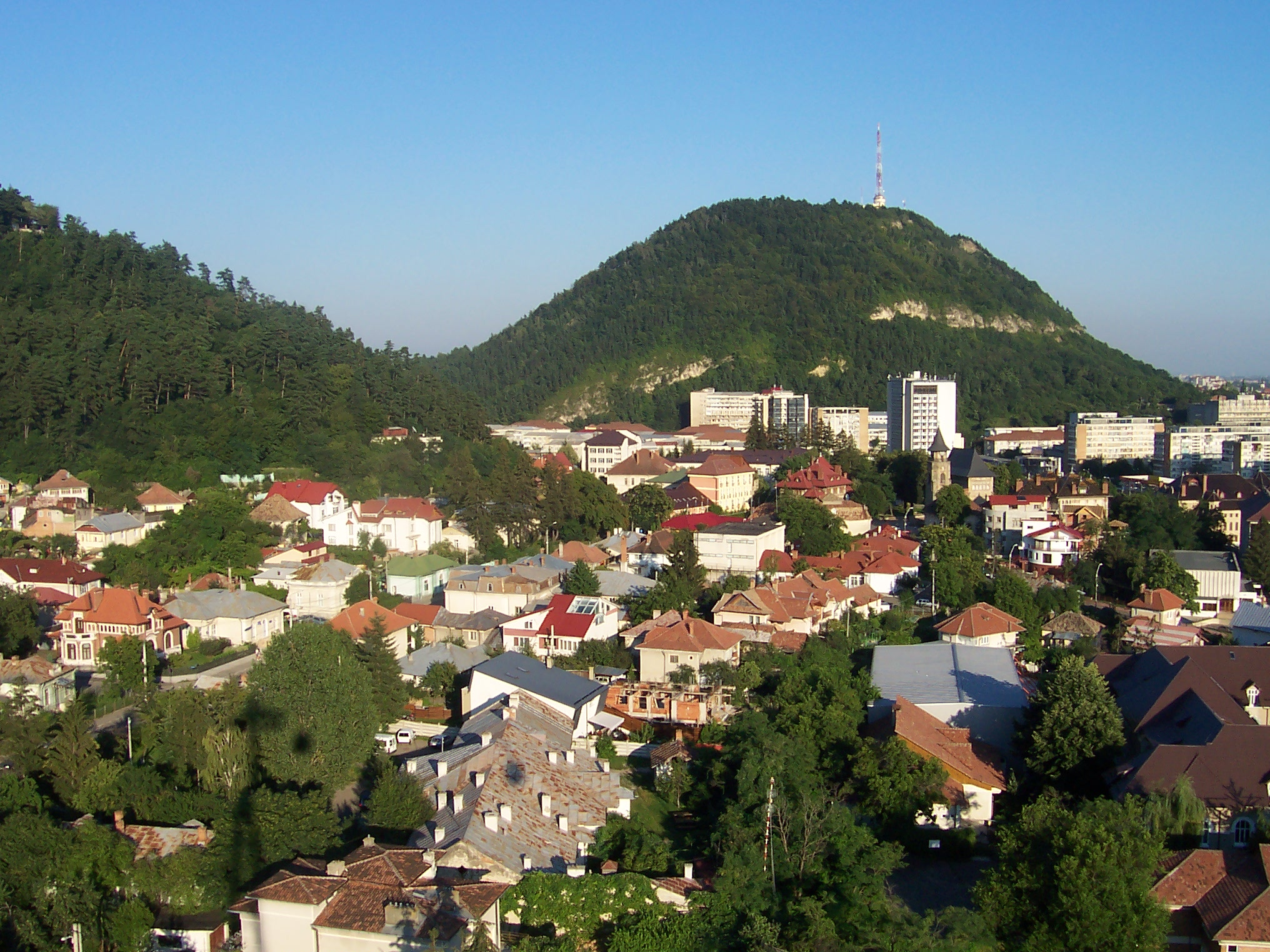
پیاترا نئم
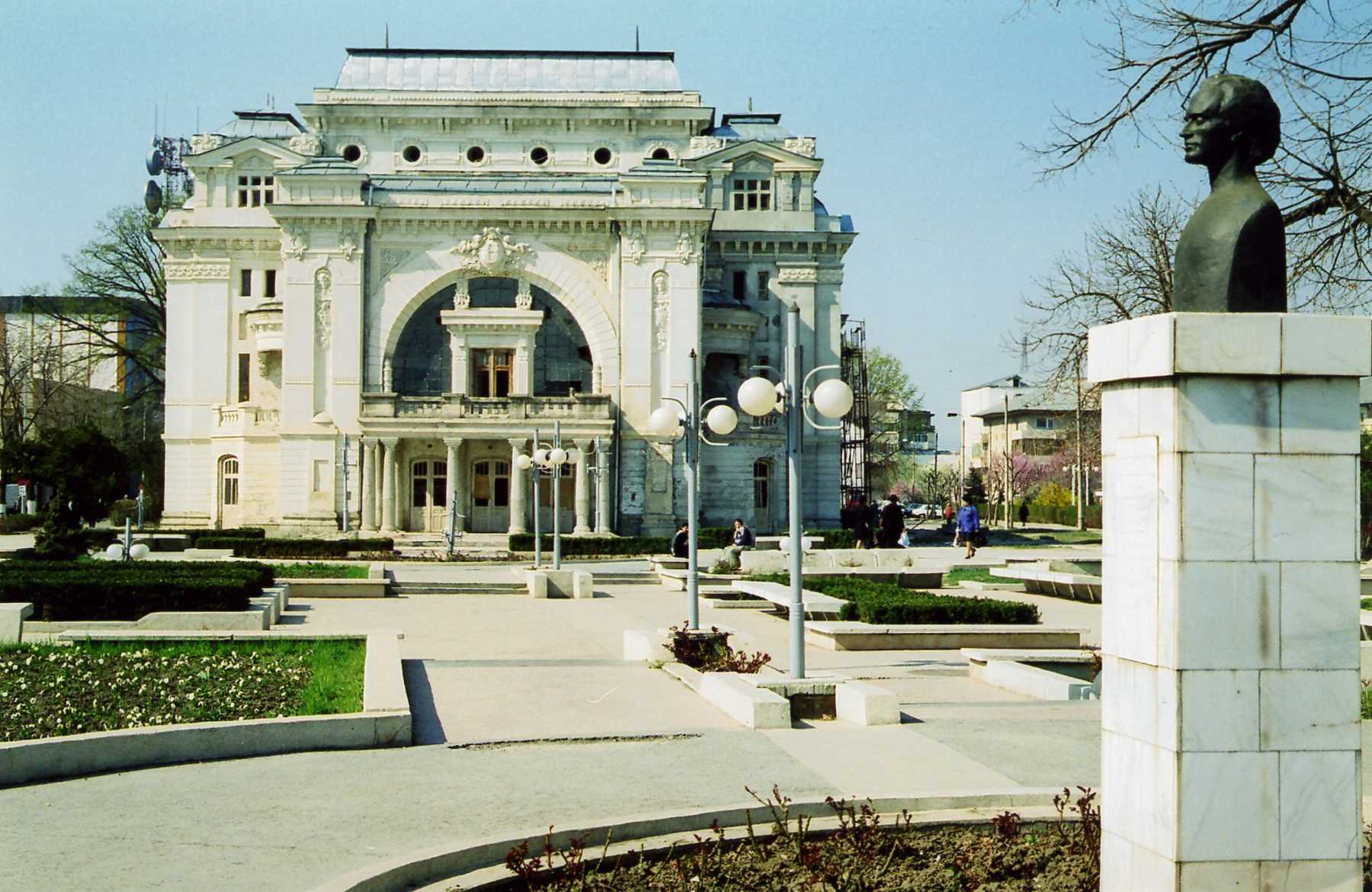
فوکشان
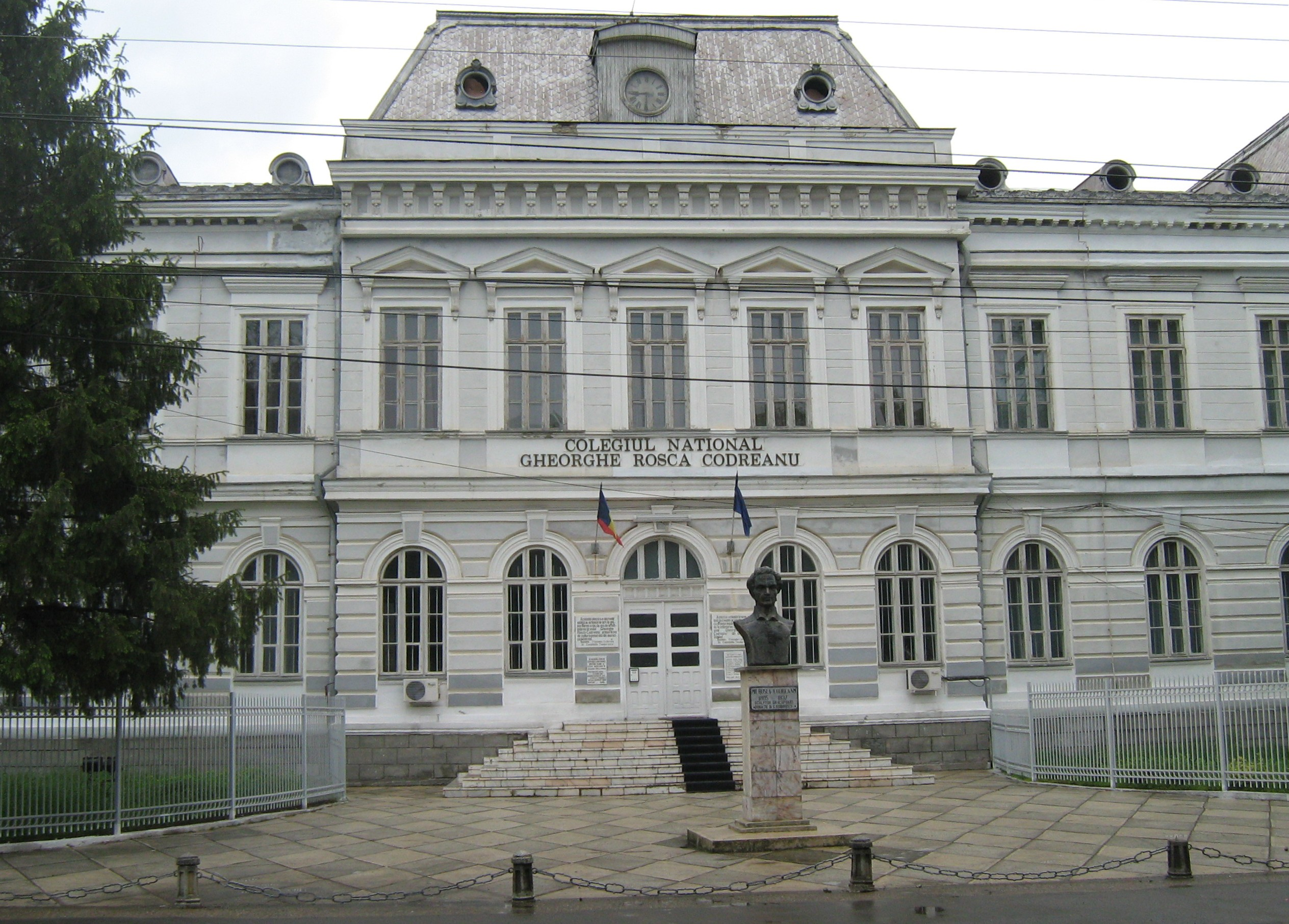
برله
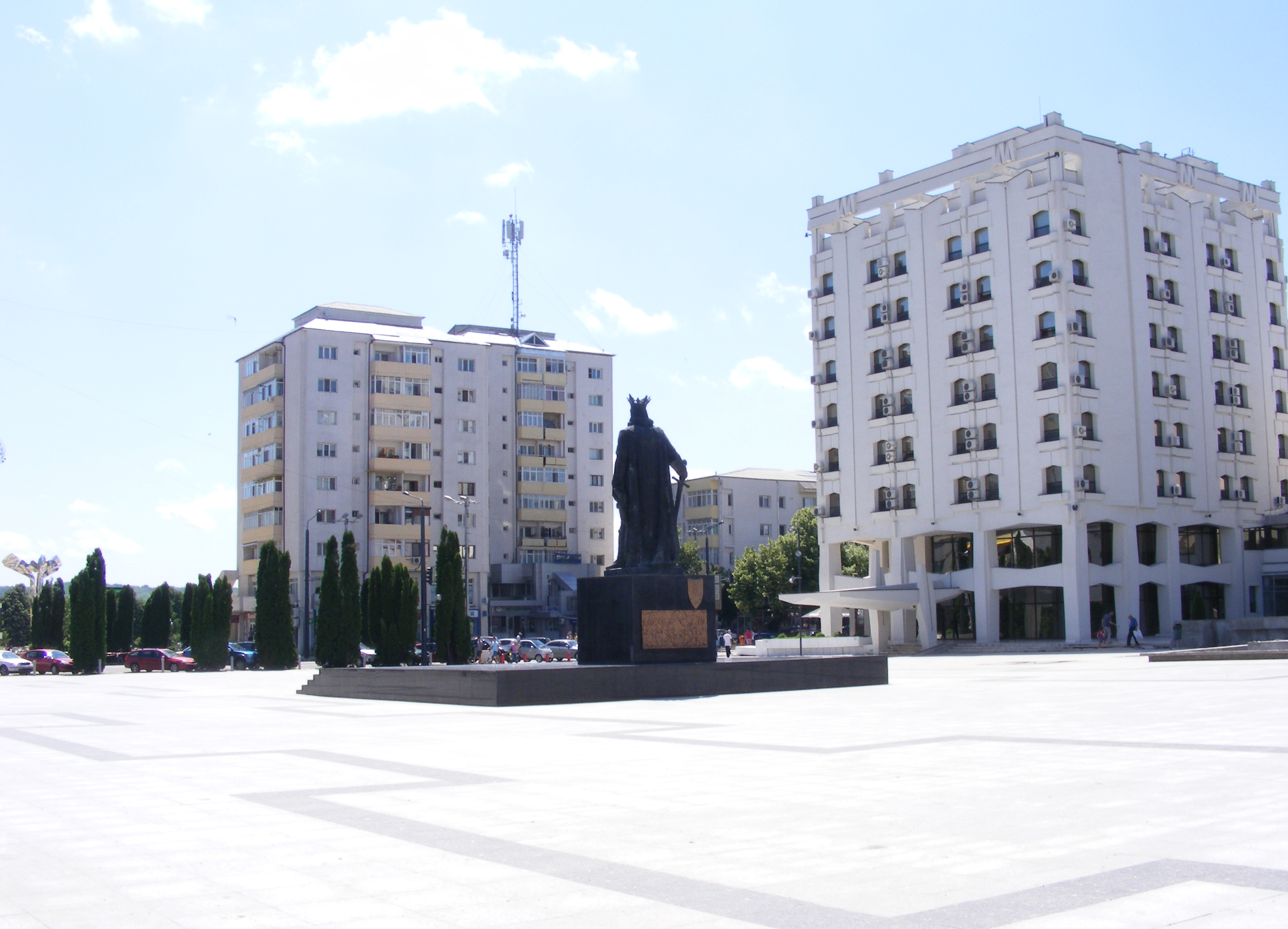
واسلویی
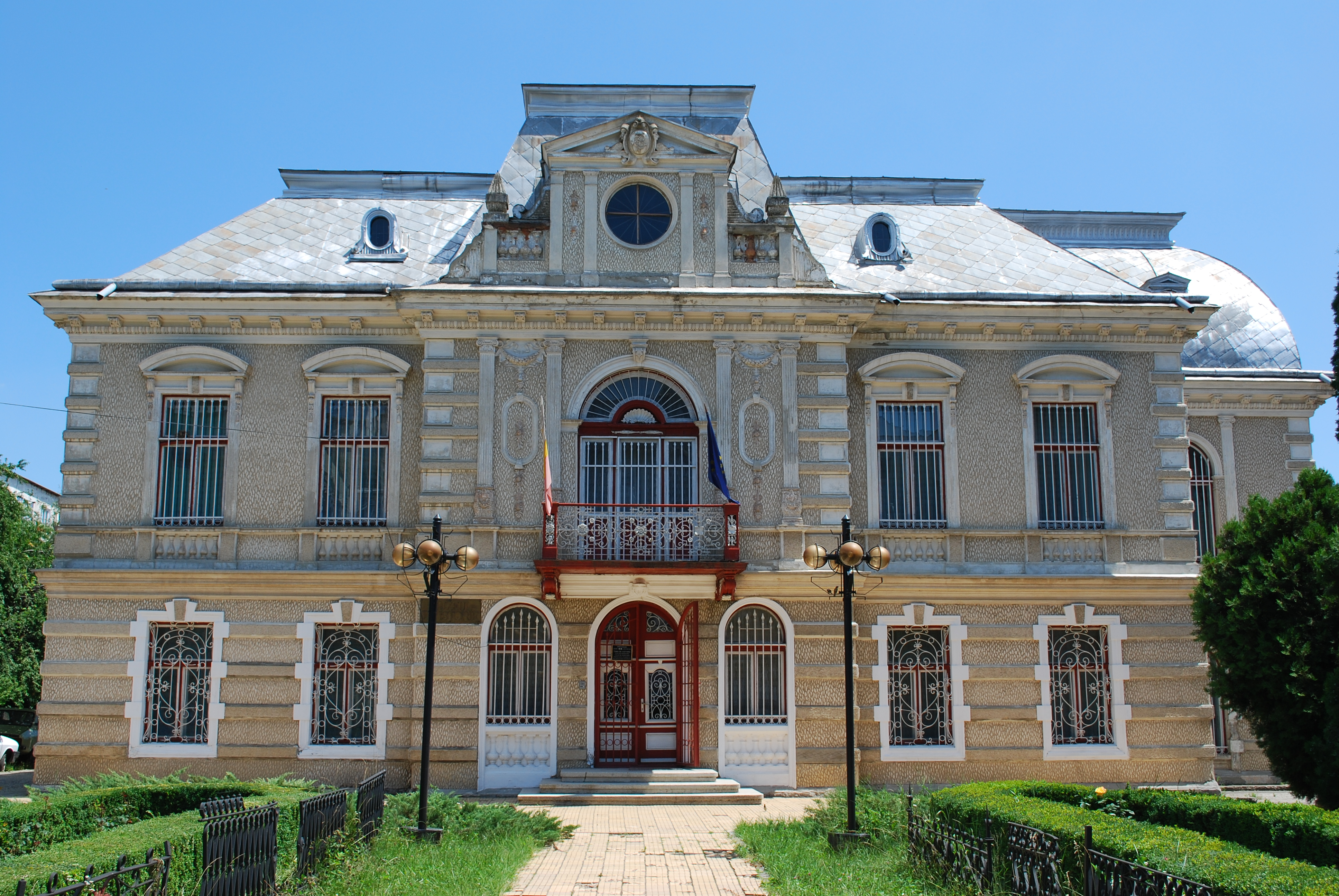
رومان (رومانی)
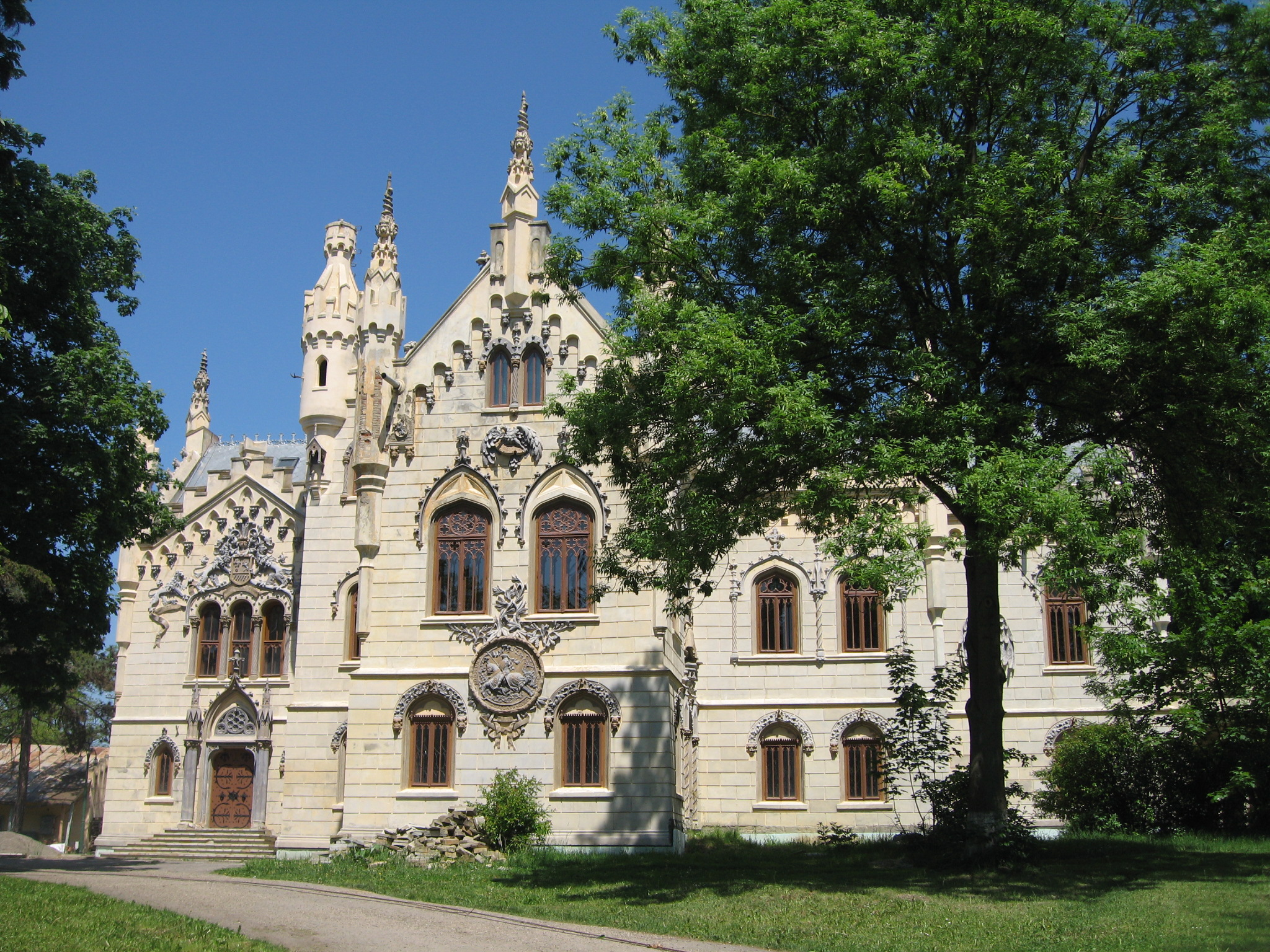
Miclăușeni
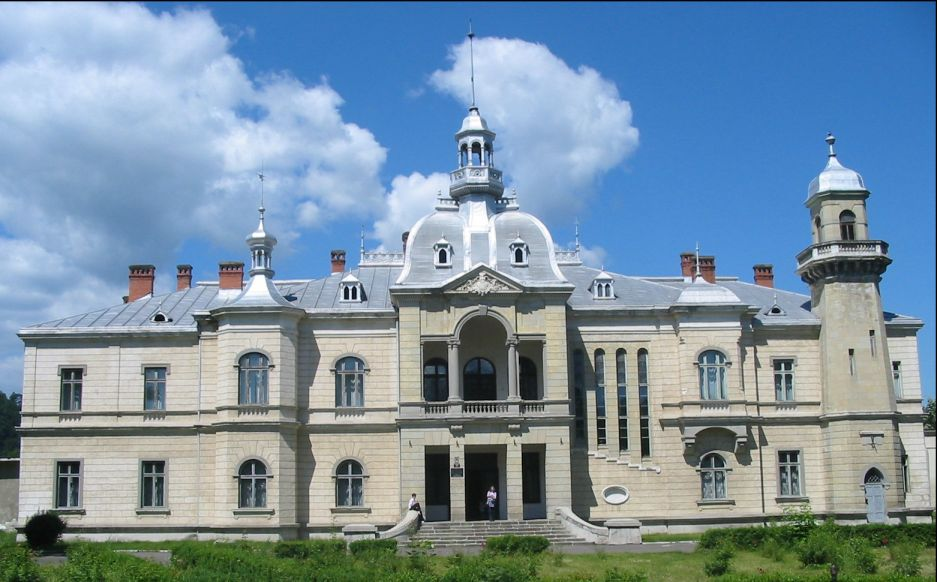
Comănești